# ジョラ号

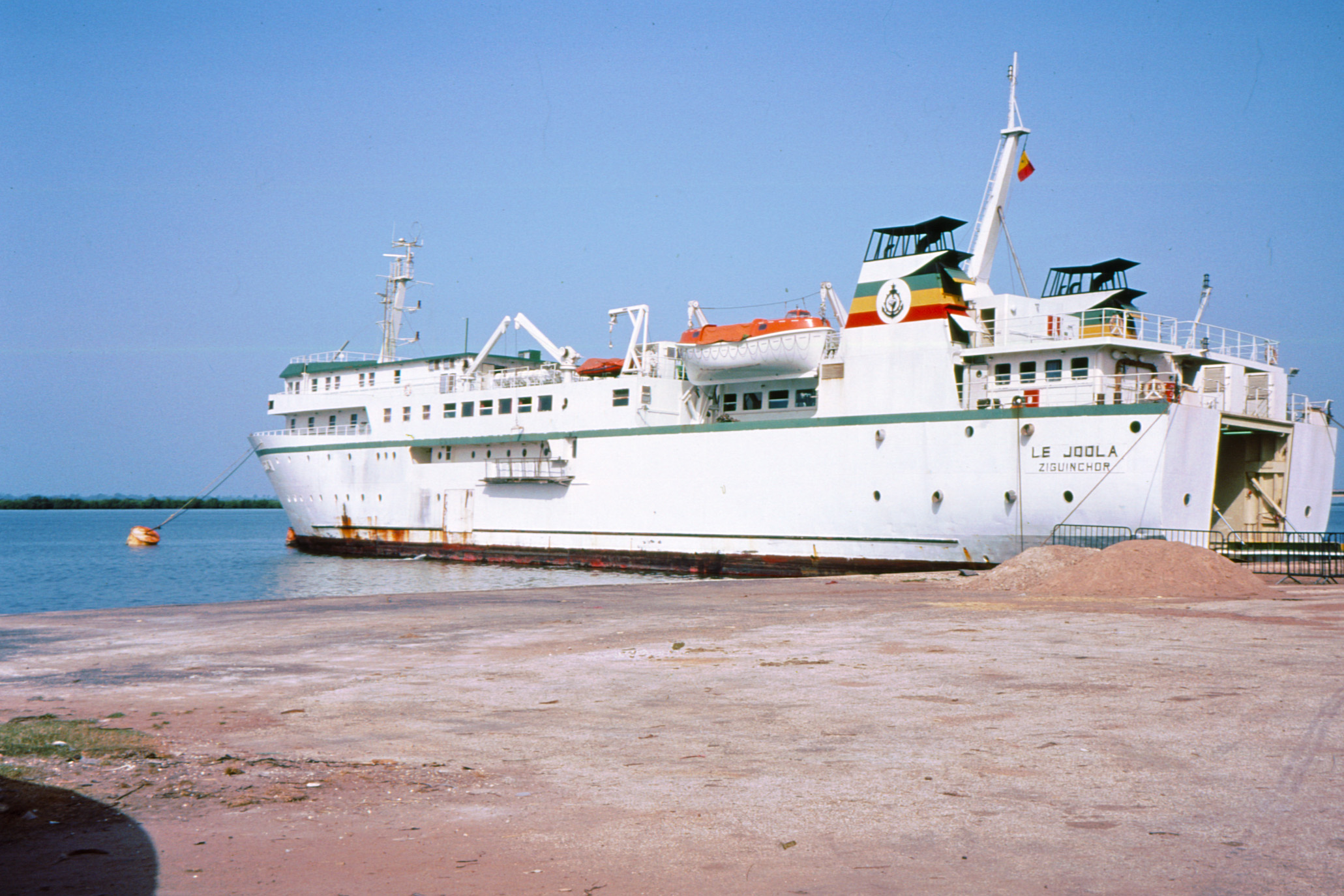
ジガンショールに停泊するジョラ号（1991年）

ジョラ号（ジョラごう、MV Le Joola）は、セネガル政府所有のフェリー（RO-RO船）である。首都ダカールとカザマンス地方のジガンショールの間の航路を結んでいたが、2002年9月26日ガンビア沖で沈没した。

## フェリー
ジョラ号は1990年ドイツで建造され、セネガルの南部のカザマンス地方のジョラ族（Joola）にちなんで命名された。全長79m、幅員12mで2つのエンジンを搭載し安全装置も装備されていた。事故後の情報によるとこの船は最大乗員800人で設計されており、事故時の乗員はその倍を超えていた。

## 大惨事

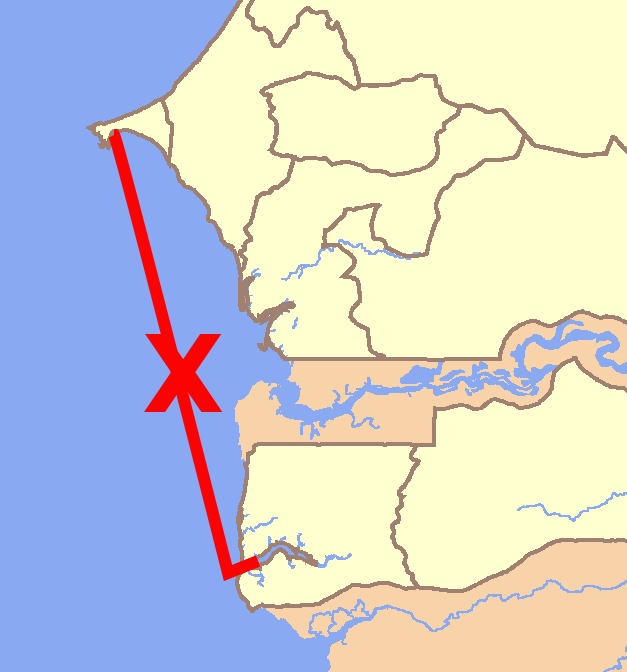
ジョラ号の経路と沈没地点

2002年9月26日、ジョラ号はセネガルのカザマンス地方にあるジガンショールから首都ダカールに向けて出航した。出航時、約2,000人の乗客が乗船していたと考えられるが正確な数字は不明。また正確な出航時刻も不明のままである。
出航から数時間後の現地時間23時頃、ジョラ号はガンビア沖で嵐に巻き込まれ沈没した。乗客約2,000人のうち1,863人が死亡し、アフリカ史上最悪、歴史上でもフィリピンのドニャ・パス号、中国の江亜に次ぐ海難事故となった。死者の国籍は15カ国以上にのぼり、大部分はセネガル人ではあるが隣国のギニア人、フランス人、ドイツ人、スイス人も含まれていた。
ジョラ号の生存者は少なくとも64人ほどと見られており、救助隊が到着したのは事故の翌朝であったが地元の漁師から救助された者も少なくなかったという。

## 参照
- BBC - Q&A: What caused the Joola ferry disaster? （英語）